# Thomas Swann
Thomas Swann, född 3 februari 1809 i Alexandria, District of Columbia (numera i Virginia), död 24 juli 1883 nära Leesburg, Virginia, var en amerikansk politiker (demokrat). Han var guvernör i delstaten Maryland 1866–1869 och ledamot av USA:s representanthus 1869–1879.
Swann studerade vid Columbian College (numera George Washington University) i Washington, D.C. och var sedan verksam som affärsman. Han var borgmästare i Baltimore 1856–1860.
Swann efterträdde 1866 Augustus Bradford som Marylands guvernör och efterträddes 1869 av Oden Bowie. Därefter representerade han fram till 1873 Marylands tredje distrikt i USA:s representanthus och 1873 bytte han till Marylands fjärde kongressdistrikt.